# Záhada zamčeného pokoje
Záhada zamčeného pokoje (švédsky Det slutna rummet) je osmým dílem z desetidílné série Románů o zločinu s hlavním hrdinou
policejním komisařem Martinem Beckem, od švédské autorské dvojice Maj Sjöwallová – Per Wahlöö. Ve Švédsku byla kniha vydána
v roce 1972, český překlad Jiřiny Vrtišové vyšel poprvé v roce 1976
(v nakladatelství Svoboda.
Znovu byl vydán v roce 1985, opět v nakladatelství Svoboda: 282 stran, ale v rámci souborného vydání 10 románů o zločinu,
v jednotné grafické úpravě.
Kromě toho román vyšel v  letech 1988 a 2011 jako zvukový záznam (Knihovna a tiskárna pro nevidomé K.E. Macana).,

## Název
Česky román vychází pod názvem Záhada zamčeného pokoje, který významově víceméně odpovídá původnímu švédskému názvu (i když doslovně bychom možná přeložili
spíše jako Uzamčený prostor). Obdobný je i název anglického překladu The Locked Room (první vydání v roce 1973, nakladatelství Pantheon Books).
Podobný titul tentokrát zvolili i němečtí překladatelé: Verschlossen und verriegelt, doslova Zavřeno a zajištěno (první vydání v roce 1975, nakladatelství
Rowohlt Verlag). V NDR román vyšel v roce 1977 v nakladatelství Volk und Welt s názvem, který odpovídá anglickému vydání: Der verschlossene Raum (Zamčený pokoj).
„Záhada zamčeného pokoje“ nebo též „záhada uzavřené místnosti“ je současně obecný termín pro označení typu zápletky detektivních a kriminálních příběhů,
kdy v uzavřené místnosti, z níž nebylo možné uniknout, se najde mrtvola bez pachatele a není vůbec jasné, jak byl zločin proveden. Tento typ zápletky,
v detektivní literatuře častý a oblíbený, se patrně poprvé objevil v povídce Edgara Allana Poea Vraždy v ulici Morgue z roku 1841.
František Fröhlich, který přeložil polovinu románů autorské dvojice, považuje zápletku a důmyslnost příběhu v Záhadě zamčeného pokoje za jednu ze tří nejlepších
v celé desetidílné sérii (vedle Zmizelého hasičského auta a Nočního autobusu). 

## Postavy a jejich vývoj
Stejně jako v ostatních románech o zločinu sledujeme nejen kriminální vyšetřování, ale také osobní osudy hlavních postav,
které autoři pečlivě naplánovali pro všech 10 knih. Martin Beck, který byl v předchozím románu Säffleská bestie vážně postřelen, se po mnoha měsících vrátil do práce.
Stále se mu však opakuje podivný a děsivý sen, který ho budí ze spaní. Ani fyzicky není ještě úplně v pořádku.
Přestal kouřil, vždy měl špatné průdušky a po průstřelu plic mu to lékaři důrazně doporučili, částečně to však bylo i proto,
že jeho oblíbená značka cigaret se přestala vyrábět.
Martin Beck opět navštěvoval svou matku v domově důchodců. Ale za přibližně tři roky, které uplynuly od doby, kdy se ve
Zmizelém hasičském autu do domova důchodců přestěhovala, se její zdravotní stav velice zhoršil.
Martin Beck byl ženat osmnáct let, manželství však již dávno ztroskotalo, Když starší z dětí, již téměř dospělá dcera Ingrid
rodičům nejprvé oznámila, že se brzy hodlá osamostatnit, zaskočila tátu dotazem, proč se také neodstěhuje. Poté, co tak
Ingrid na počátku dalšího románu Policie pomo pije opravdu učinila, Beck navrhl ženě, aby se rozešli, s tím že mladší syn Rolf zůstané s ní.
Nakonec s tím souhlasila a Martin Beck se přestěhoval z předměstí do dvoupokojového bytu nedaleko centra Stockholmu.
Od té doby žil více než dva roky sám, ale během vyšetřování záhady zamčeného pokoje se seznámil s Rheou Nielssenovou,
která se ke konci románu stává jeho novou partnerkou.
Lennart Kollberg a Gunvald Larsson, oba schopní kriminalisté, se v předchozích románech „příliš nemuseli“. Ani zde se z nich nestali přátelé,
ale došlo mezi nimi k určitému souznění, zvláště na dlouhých a nudných zasedáních Zvláštní skupiny pro potírání bankovních loupeží, kterou oba
považovali za nesmyslnou a tak se „předháněli“ v tom, kdo pronese ironičtější poznámku.
Jednou z nových hlavních postav se stává prokurátor Sten Olsson, kterému ale nikdo neřekne jinak než Buldozer Olsson.
Další novou postavou, která se později vyskytuje i v dalších dílech je strážník Kenneth Kvastmo, který vytvořil s Karl Kristianssonsem novou
hlídkovou dvojici, poté co jeho předchozí parťák Kurt Kvant byl zabit v předchozím románu Säffleská bestie.

## Děj
V románu souběžně sledujeme dva resp. tři hlavní příběhy: uskutečněnou a připravovanou bankovní loupež a záhadný případ smrti muže v zamčené místnosti.
Až v samém závěru se tyto tři příběhy nečekaným způsobem spojí.
V první kapitole neznámá žena vyloupí pobočku velké stockholmské banky.
Zastřelí přitom jednoho přítomného zákazníka, který se nesmyslně rozhodl, že ji v loupeži zabrání.
Pěšky odešla z banky, prošla několika dvorky, kde se převlékla a zmizela v metru.
Svědků přepadení bylo poměrně hodně, ale jejich výpovědi byly zmatené a vzájemně si odporovaly, takže zpočátku se policisté přiklonili k verzi, že pachatelka (ale mohl to být i přestrojený muž) odjela nedaleko zaparkovaným autem.
Martin Beck začal po návratu do práce vyšetřovat odložený a zdánlivě bezvýznamný případ, jehož spis mu připravil jeho nejbližší spolupracovník Kollberg, když mu předával zpět vedení oddělení. Ve Stockholmu byla v jednom bytě nalezena mrtvola asi šedesátiletého muže, který se jmenoval Karl Edvin Svärd a která se již rozkládala, takže v bytě byl nesnesitelný zápach. Nekompetentní policista (Beckovi neznámý Aldor Gustavsson), který případ prošetřoval, ho rychle odložil jako jasnou sebevraždu zastřelením, přestože tomu odporovalo dokonalé zabezpečení bytu (strážnici se dlouho do bytu nemohli ani dostat, i když měli k dispozici zámečníka), okno bylo nejen zavřeno, ale i zaháčkováno, ale současně se nikde nenašla střelná zbraň. Přispělo k tomu i to, že soudní pitvu náhodou dostala mladá nezkušená patoložka, které Gustavsson navíc dopředu naznačil, že jde o sebevraždu.
Již poměrně dlouho před touto loupeží vznikla Zvláštní skupina pro potírání bankovních loupeží, které šéfoval prokurátor Sten Olsson, přezdívaný Buldozer Olsson.
Když na zasedání Zvláštní skupiny skončilo fiaskem promítání záznamu z bezpečnostní kamery v bance (film byl kupodivu perfektně exponován a zaostřen, ale po pachateli na něm nebyla ani stopa), Olsson se upnul na myšlenku, že i v této loupeži mají prsty Malmström a Mohrén, kteří měli být ještě ve vězení, ale před čtyřmi měsíci se nevrátili z „dovolené“, na kterou byli na víkend z vězení propuštěni. Kollberg marně namítal, že loupež provedla žena, podle Olssona to bylo jen přestrojení nebo tam někoho poslali. Olsson byl navíc přesvědčen, že tyto peníze jim slouží na přípravu nové velké „loupeže století“ a mozkem této skupiny je Werner Roos, jinak kapitán letadla. S tím, že je Roos mazaný darebák a povolání pilota mu slouží jako perfektní alibi, protože v době nějakého zločinu je vždy v zahraničí, ale souhlasili i Kollberg s Larssonem.
Olsson neúspěšné vyslechl Roose, ale hned při odchodu z policejní budovy ho dal sledovat. Mezitím Malmström a Mohrén skutečně připravovali svou velkou loupež
a podle plánů Wernera Roose. Dokonce najali dva německé gangstery, Hoffa a Hausera. Neuvěřitelnou shodou náhod byl zadržen Filip Mauritzon, právě když u sebe
měl narkotika schovaná v perníku a bochníku sýra, mezi dalšími potravinami. Mauritzon kromě jiného dělal „poskoka“ Malmströmovi a Mohrénovi, opatřil jim spoustu věcí, od různého oblečení až po zbraně. Když při zatčení viděl, že situace se pro něj vyvíjí velmi špatně, rozhodl se prozradit vše, co o chystané loupeži věděl, ale s tím, že to řekne jedině Olssonovi a za odměnu nebude stíhán.
Výslechu se zúčastnil nejen Olsson, ale i Kollberg a Larsson a další policisté. Pečlivě připravený plán zatknout Malmströma a Mohréna skončil naprostou katastrofou. Nejenže oba zločinci již v bytě nebyli, ale neschopný strážník Bo Zachrisson postřelil služebního psa, další zbytečně vystřelená kulka se odrazila tak nešťastně, že zranila na rameni experta na slzný plyn, Zachrisson se opařil horkou vodou z potrubí, které také prostřelil, dalšího strážníka pokousal postřelený pes a Larsson se pořezal o rozbité okno. Po tomto neúspěchu Mauritzon vydal další „poklad“, poste restante uloženou kopii tří listů, které popisovali velkou část plánu vyloupení banky, který zjevně připravil Roos. Některé důležité informace sice chyběli (např. přesné datum akce), jiné byly zakódované, ale Kollberg, Rönn a Larsson se pustili do podrobného studia plánů a Olsson kolem radostně křepčil.
Mezitím Martin Beck pokračoval v šetření záhady zamčeného pokoje.
Od Einara Rönna zjistil, že Svärd v tomto bytě nebydlel dlouho, ale přestěhoval se tam ze čtvrti, kterou lidé překřtili na Sibiř.
Domácí v domě, kde Svärd dříve bydlel, byla jistá Rhea Nielsenová. Dověděl se od ní řadu informací o Svärdovi, takže jeho přestěhování a způsob života se nyní jevil ještě podivnější a záhadnější.
Později vypátral další podezřelé věci. Svärd byl krátce před smrtí v nemocnici, poslal ho tam jeho obvoďák pro podezření na rakovinu.
Ale byly to jen neškodné bulky a celkově byl v podstatě zdráv, z čehož se radoval, takže sebevražda se ošetřujícímu lékaři zdála velmi nepravděpodobná.
Beck také zjistil, že v jedné bance měl účet s vysokou částkou a každý měsíc mu tam chodili peníze, které někdo vkládal na různých pobočkách, později se ukázalo, že Svärd někoho nejspíše vydíral. Beck také našel starého člověka, který se Svärdem pracoval v přístavním skladišti a spediční společnost přiměl k tomu, aby na půdě našla staré zaprášené skladištní deníky z té doby, které pečlivě prostudoval.
Larsonna dlouho trápily odporující si výpovědi svědků loupeže v bance, až nakonec znovu navštívil vytipovaného svědka, který se přiznal, že záměrně lhal.
Kollberg a Larsson také bez souhlasu Olssona sledovali Mauritzona, čímž objevili jeho druhý byt a ve sklepení našli ukryté ženské oblečení, brýle proti slunci, paruku a především pistoli. Mauritzon mezitím odjel ze Stockholmu, chtěl se před kumpány, které zradil, schovat u své matky. Odsud byl posléze dopraven zpět k výslechu u Olssona, kde byl obviněn z loupeže v bance. Důkazy se zdály jasné, ale neustále tvrdil, že o ničem neví.
„Loupež století“ proběhla skoro přesně podle plánů, jejichž velkou část měla policie k dispozici od Mauritzona.
Byl v tom pouze jeden, ale zato zásadní háček. Přepadena byla banka v Malmö, nikoli ve Stockholmu. Malmström a Mohrén proto mohli v klidu opustit město, unikl dokonce i Hauser (s čímž nepočítal ani on), zadržen byl pouze Hoff, což si zavinil vlastní hloupostí. Werner Roos měl na dobu loupeže samozřejmě alibi, jako kapitán letadla byl zrovna v Istanbulu.
Beck objevil (náhodou mu pomohla Rhea), že okno ve Svärdově bytě bylo nejspíš otevřené a zabouchlo se až poté, když po výstřelu padal a náraz způsobil, že zapadlo i zajištění okna. Pro zkušeného kriminalistu pak už bylo poměrně snadné určit pravděpodobné místo střelby na kopci v parku, jen asi 25 metrů od okna bytu a po dlouhém hledání v parku našel i poškozenou nábojnici, kterou vyhodila automatická pistole. Ale kdo byl vydírán a tedy i vrah? Na základě skladištních deníků určil, že to byl právě Mauritzon, který si před lety legálně objednal ze zahraničí bednu španělského likéru, ale bedna byla „náhodně poškozena“ Svärdem, který když zjistil, že v zásilce jsou drogy, začal Mauritzona vydírat. Mauritzon byl obžalován jak za loupežné přepadení a zabití v bance (později překvalifikováno na vraždu), tak za vraždu Svärda. Odsouzen ale byl „jen“ za první dva činy, obhajoba přivedla experty, že nábojnice v případu Svärd byla příliš poškozena na to, aby balistická expertíza byla průkazná (navíc přiznání Beckovi se pro závadu na magnetofonu nenahrálo). Ironií osudu loupež v bance nespáchal on, ale Monita: mladá rozvedená žena s dítětem, s kterou poslední rok
udržoval poměr a která si tajně udělal duplikát klíče od jeho bytu. Ta i s dcerou odjela ze Švédska a usadila se v Jugoslávii na Istriji, nedaleko italských hranic.

## Filmové a televizní adaptace
Román byl zfilmovan celkem dvakrát: v roce 1986 jako televizní film v Československé televizi a v roce 1993 vznikl nizozemský film.

### TV film Československé televize
Román byl zfilmován v Československé televizi v roce 1986 pod stejným názvem jako české knižní vydání, tedy Záhada zamčeného pokoje.
Stopáž československé televizní adaptace je 82 minut, film byl natočen podle scénáře Romana Hlaváče, režisérem filmu byl Pavel Háša.
Kameramanen byl Petr Polák, střih Marie Pačajová, hudbu složil Petr Mandel.
Roli Martin Becka ztvárnil Jan Teplý, roli Lennarta Kollberga hrál Antonín Molčík, Gunvalda Larssona hrál Vlastimil Hašek, Einara Rónna hrál Petr Pelzer.
Rhea Nielssenová pomohla Beckovi s vyšetřováním a stala se jeho novou partnerkou, zahrála ji Dana Syslová.,

### Nizozemský film
Nizozemskou filmovou adaptaci románu z roku 1993 pod názvem De gesloten kamer natočil nizozemský režisér Jacob Bijl, který je také autorem scénáře.
Děj filmu je přenesen do Antwerp a roli Martina Becka ztvárnil významný belgický herec vlámského původu Jan Decleir.
Jména většiny ostatních postav byla upravena, aby odpovídala belgickým reáliím, např. Lennart Kollberg byl přejmenován na Colberta
a zahrál ho rovněž belgický herec Marc Peeters.

## Lokace a reálie
Příběh se z velké části odehrává v různých čtvrtích Stockholmu. Malá, ale významné část děje je umístěna též do Malmö.
Reálie ze Stockholmu a Malmö opět tvoří podstatnou část důmyslně zkonstruované zápletky, zejména je využito faktu, že v obou městech se vyskytují stejně
pojmenované ulice.
Kromě různých geografických reáliích se v ději vyskytují též četné dobové události, zejména různé demonstrace (např. válka ve Vietnamu).
Jako zajímavost lze uvést krátkou zmínku o návštěvě Ronalda Reagana, tehdy guvernéra, ve Skandinávii.